# Тодор Коджейков
Тодор Николаев Коджейков е български офицер, бригаден генерал.

## Биография
Роден е на 14 март 1968 г. в София. Баща му Никола Коджейков е съветски и български офицер, полковник от Строителни войски, а дядо му Христо Коджейков е деец на БКП и подполковник от българската армия. През 1993 г. завършва Националната спортна академия в София. Бил е национален състезател по академично гребане. От 30 юли 1993 г. е на кадрова военна служба. Бил е охранител на президентите Жельо Желев и Петър Стоянов, както и на Бойко Борисов (тогава кмет). Между 2009 и 2011 г. учи магистратура „Национална сигурност и отбрана“ във Военната академия в София. На 4 септември 2009 г. е назначен за заместник-началник на Националната служба за охрана при Президента на Република България. На 3 май 2010 г. е удостоен с висше офицерско звание бригаден генерал. На 23 май 2012 г. е назначен за временно изпълняващ длъжността началник на Националната служба за охрана до назначаването на титуляр за срок не по-дълъг от една година.
С указ № 82 от 26 април 2013 г. е освободен от длъжността заместник-началник на Националната служба за охрана и назначен на длъжността началник на Националната служба за охрана. През 2014 г. подава оставка от поста поради лични причини. С указ № 138 от 30 май 2014 г. бригаден генерал Тодор Коджейков е освободен от длъжността началник Националната служба за охрана и от военна служба. През 2015 г. е назначен като директор на правителствения „Авиоотряд 28“. Остава на поста си юни 2021 г. От юни 2024 г. отново е директор на авиоотряда.

## Военни звания
- Лейтенант (1993)
- Старши лейтенант (1996)
- Капитан (1999)
- Майор (2002)
- Подполковник (2005)
- Полковник (2009)
- Бригаден генерал (3 май 2010)